# Giuseppe De Liguoro
Pour les articles homonymes, voir De Liguoro.
Giuseppe De Liguoro (né le 10 janvier 1869 à Naples et mort le 19 mars 1944 à Rome) est un réalisateur et acteur italien actif durant la période du muet.

## Biographie
Giuseppe De Liguoro est né à Naples, le 10 janvier 1869.
Cet aristocrate napolitain, comte de Presicce, s'intéresse très tôt au théâtre. Il interprète et réalise des courtes bandes reconstituant des scènes historiques célèbres dès 1908 (Le Comte Ugolin). Il enchaîne adaptation théâtrale (Œdipe roi, Le Roi Lear) et les sujets en costumes (Marin Faliero, Le Chevalier de Saint Georges). Il devient le créateur du premier long métrage de 1000 mètres du cinéma italien avec une adaptation de L'Enfer de Dante. Cette œuvre surprend par son audace, tant technique par l'utilisation de nombreux trucages (la décapitation, les scènes de torture diverses), que visuelle par ses nombreuses séquences de nus. Il poursuit avec une version de L'Odyssée qui semble malheureusement perdue. Il se met pendant la guerre de 14-18 au service de la star Francesca Bertini aux côtés de Baldassarre Negroni, Roberto Roberti ou Gustavo Serena. On lui doit La Perle du Cinéma, Fédora d'après Victorien Sardou, Fleurs de l'amour, fleurs de mort, Odette, Lacrimae rerum et My little Baby. Il signe également une évocation de Sardanapale digne des tableaux de Delacroix, une réhabilitation du rôle de Murat en tant que roi de Naples,une biographie de Verdi et une adaptation de Lorenzaccio de Musset. Travaillant en famille, il engage dans ses films son fils Wladimir et sa bru Rina. Ce grand excentrique prend sa retraite en 1924 pour vivre une vie fastueuse à Naples.
Giuseppe De Liguoro est décédé à Rome, le 19 mars 1944.

## Filmographie partielle

### Comme acteur
- 1908 : Le comte Ugolino
- 1910 : Œdipe-Roi (Edipo Re)
- 1910 : Le Roi Lear (it) (Re Lear)
- 1910 : Joachim Murat
- 1910 : Sardanapale
- 1910 : Le roi Arthur et les chevaliers de la Table ronde (Re Artù e i cavalieri della tavola rotonda)
- 1911 : Le Souper de Borgia (La cena del Borgia)
- 1911 : L'Odyssée d'Homère (L'Odissea)
- 1911 : L'Enfer (L'Inferno)

### Comme réalisateur
- 1910 : Œdipe-Roi (Edipo Re)
- 1910 : Brutus (Bruto)
- 1910 : Le Roi Lear (Re Lear)
- 1910 : Joachim Murat
- 1910 : Sardanapale
- 1910 : Le roi Arthur et les chevaliers de la Table ronde (Re Artù e i cavalieri della tavola rotonda)
- 1911 : Le Souper de Borgia (La cena del Borgia)
- 1911 : L'Enfer (L'Inferno)
- 1914 : La danza del diavolo